# Ehemaliger Steinbruch im Pingartener Porphyr

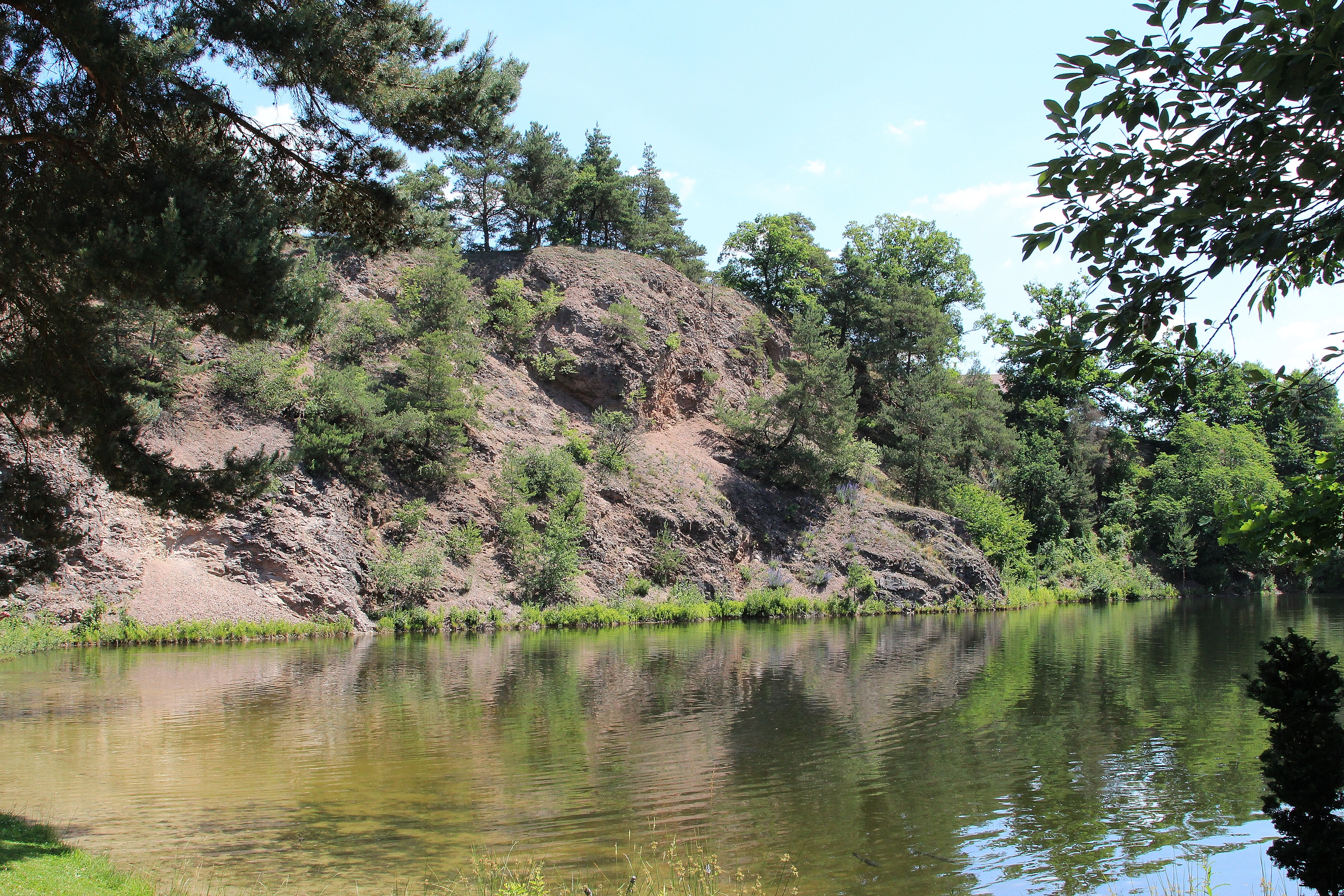
Ehemaliger Steinbruch im Pingartener Porphyr

Der Ehemalige Steinbruch im Pingartener Porphyr ist ein aufgelassener Steinbruch bei Pingarten, einem Ortsteil der Gemeinde Bodenwöhr im Oberpfälzer Landkreis Schwandorf in Bayern. Der Ort trägt auch den Namen Kolm.

## Lage
Der Steinbruch befindet sich etwa 400 Meter südöstlich von Pingarten. Er ist Bestandteil des Naturparks Oberer Bayerischer Wald.

## Beschreibung

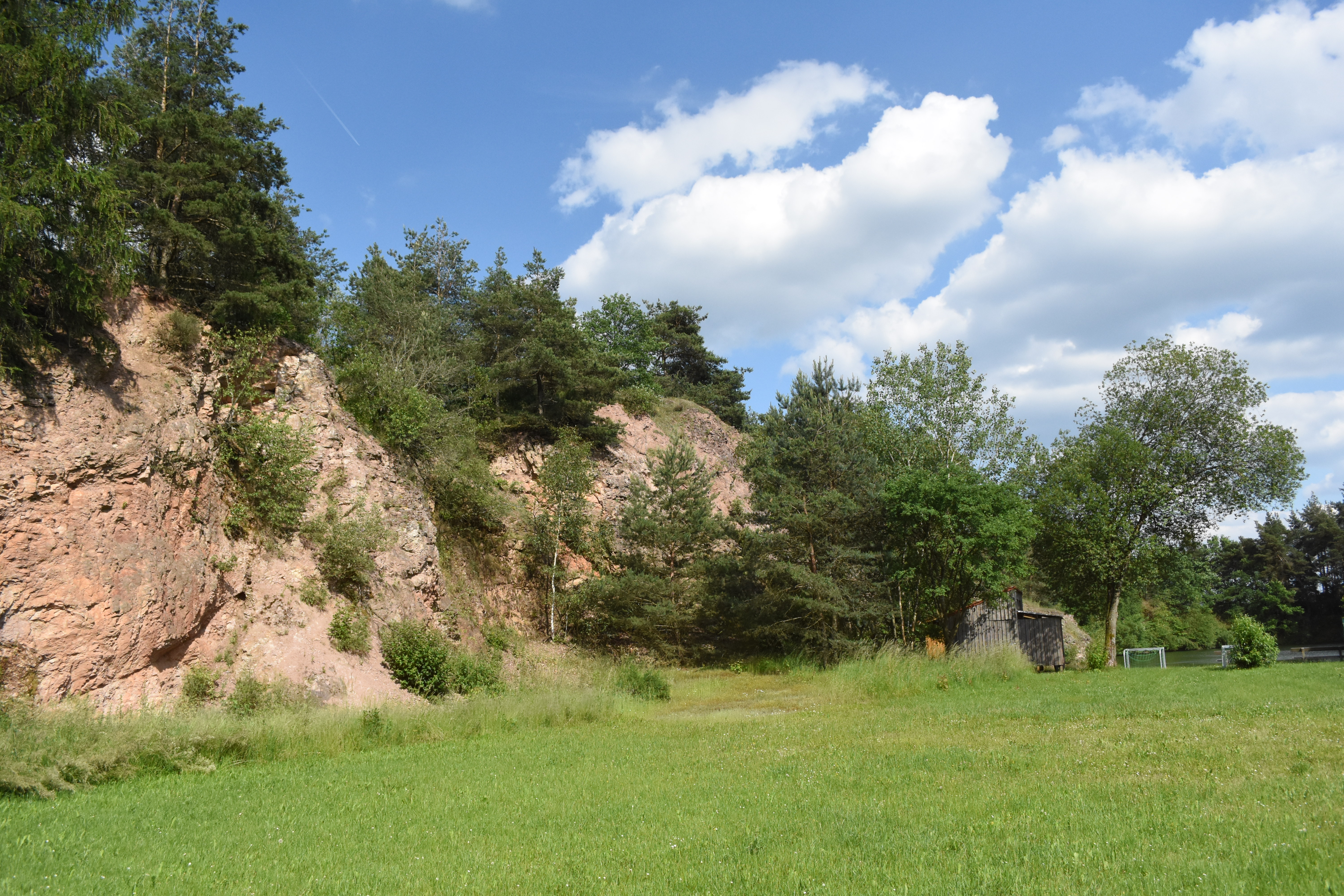
Bruchwand

Der aufgelassene Steinbruch bei Pingarten ist bayernweit der einzige größere Aufschluss in Rotliegend-Sedimenten und besitzt daher Seltenheitswert. Die Gesteins-Strukturen sind an der Bruchwand deutlich zu erkennen. Der Steinbruch erschließt Rotliegend-Brekzien (abgelagertes feldspatreiches Flutsediment), die sogenannte Erzhäuser Arkose mit Flussspat-Mineralisationen. Das Gestein besteht aus einer feinkörnigen Grundmasse mit groben Mineral- und Gesteinsbruchstücken. Wegen seiner Ähnlichkeit mit vulkanischen Gesteinen erhielt das Sediment fälschlicherweise den Namen Pingartener Porphyr. Die steilstehenden Gesteine wurden an der Pfahlstörung am nördlichen Rand der Bodenwöhrer Senke aufgeschleppt.
Vor etwa 300 Millionen Jahren (Karbon) türmte sich in Europa das große Variszische Gebirge auf. Im Laufe von Jahrmillionen trugen Wind und Wetter dieses Gebirge immer mehr ab. In der Zeit des Perm (vor 290–245 Millionen Jahren) füllten sich die zwischen den Gebirgsketten liegenden Senken und Täler mit Abtragungsschutt. Es entstanden die schlecht sortierten und aufgrund eines trockenen, wüstenhaften Klimas meist rot gefärbten Schichten des Rotliegenden. Die rote Farbe stammt hierbei vom Eisenhydroxid, welches die Schuttfragmente in Form einer dünnen Haut überzieht.

### Aufschluss Pingarten
Porphyrisches Gefüge sind große Einsprenglinge in einer sonst feinkörnigen Grundmasse. Eigentlich wird der Begriff Porphyr nur für Magmatisches Gestein verwendet. Die Einsprenglinge bestehen hier aus großen, in der Schmelze gewachsenen Einzelkristallen. Die ähnlichen Gefügemerkmale der Rotliegend-Sedimente führte zu der (falschen) Bezeichnung „Pingartener Porphyr“.
Der Aufschluss erschließt den unteren Teil der Erzhäuser Arkose. Dieses braunrote Gestein besteht aus einer feinkörnigen Grundmasse (überwiegend Schluff- und Sandkorn bis 2 mm Korngröße) mit eingelagerten groben Mineral- und Gesteinsbruchstücken (bis zu 5 cm Größe). Die Bruchstücke bestehen aus Feldspat sowie Quarz, Glimmer und Granitfragmenten. Wegen seines hohen Feldspat-Anteils wird das Gestein als Arkose bezeichnet. Die Arkose ist durch Kieselsäure verfestigt, die in den Porenräumen ausgeschieden wurde. Auf Klüften sind außerdem mm- bis dm-breite Mineralgänge aus Flussspat (gelb, violett, grün) und Schwerspat (weiß, rosa) zu finden.

### Erzhäuser Arkose
Die Erzhäuser Arkose verdankt ihre Entstehung dem Transport durch Schlammströme oder Schichtfluten. Darunter versteht man lawinenartig anschwellende Schlamm- und Wassermassen, die in gebirgigen Wüstenlandschaften durch plötzliche starke Regengüsse entstehen.
Solche episodisch auftretende Fluten führen zu rascher und weitgehend unsortierter Ablagerung der Sedimentfracht. Gesteine dieser Art (Fanglomerate) wurden in ganz Europa zur Zeit des Rotliegenden abgelagert. Die Erzhäuser Arkose gehört zur Füllung des permischen Naabtrogs, eines Grabenbruches, der bis zu 2800 Meter eingetieft wurde und damit etwa die Dimensionen des heutigen Oberrheingrabens erreichte.

### Entstehung der Mineralgänge
Die Flussspat- und Schwerspat-Gänge innerhalb der Erzhäuser Arkose wurden etwa im gleichen Zeitraum gebildet wie die benachbarten Gänge des Wölsendorfer Flußspatreviers. Deren Alter wird aufgrund von Isotopenbestimmungen mit etwa 260 Millionen Jahren (Oberes Perm) datiert. Damit erklärt sich auch, dass man die Flussspatgänge nie in den jüngeren Deckschichten z. B. dem Trias gefunden hat.
Die Mineralgänge sind ähnlich orientiert wie die Wölsendorfer Gänge und die benachbarte Großstörung des "Bayerischen Pfahls". Sie sind aus heißen, hydrothermalen Lösungen ausgeschieden worden, die ihren Weg entlang neu aufreißender tiefer Bruchzonen nach oben fanden und dort gangförmig das Nebengestein durchsetzten.

### Verwendung des Pingartener Porphyr
Die Erzhäuser Arkose wurde zu Anfang des 20. Jahrhunderts intensiv abgebaut und diente als Eisenbahnschotter. Später wurde er durch den besser geeigneten Granit abgelöst. Seitdem fand der Schotter nur noch Verwendung im gemeindlichen Wegebau.

## Geotop
Der Steinbruch ist vom Bayerischen Landesamt für Umwelt (LfU) als geowissenschaftlich besonders wertvolles Geotop (Geotop-Nummer: 376A007) ausgewiesen. Er wurde auch vom LfU mit dem offiziellen Gütesiegel Bayerns schönste Geotope ausgezeichnet.